# (14238) d’Artagnan
(14238) d’Artagnan (1999 YX13) – planetoida z grupy pasa głównego asteroid okrążająca Słońce w ciągu 4,1 lat w średniej odległości 2,56 j.a. Odkryta 31 grudnia 1999 roku.